# Elsa Wörmann
Elsa Myrna Maria Wörmann, född 10 januari 1999 i Stockholm, är en svensk skådespelerska. Hon medverkar bland annat i den svensk-finska TV-serien White wall, i rollen som Nicola Ruud. Hon har också spelat rollen som Sofi i TV-serien De dagar som blommorna blommar och Alicia (Anders exflickvän) i C More-serien Heartbeats.

## Filmografi (i urval)

### Film
- 2018 – Beck – Den tunna isen

### TV
- 2019 – De dagar som blommorna blommar (TV-serie)
- 2019 – Älska mig (TV-serie)
- 2020 – White wall (TV-serie)
- 2021 – Udda veckor (TV-serie)
- 2021 – Eagles (TV-serie)
- 2022 – Heartbeats (TV-serie)
- 2022 – Nattryttarna (TV-serie)